# Tipula neptun
Tipula neptun är en tvåvingeart som beskrevs av William George Dietz 1921. Tipula neptun ingår i släktet Tipula och familjen storharkrankar. Inga underarter finns listade i Catalogue of Life.